# Plotzsägemühle

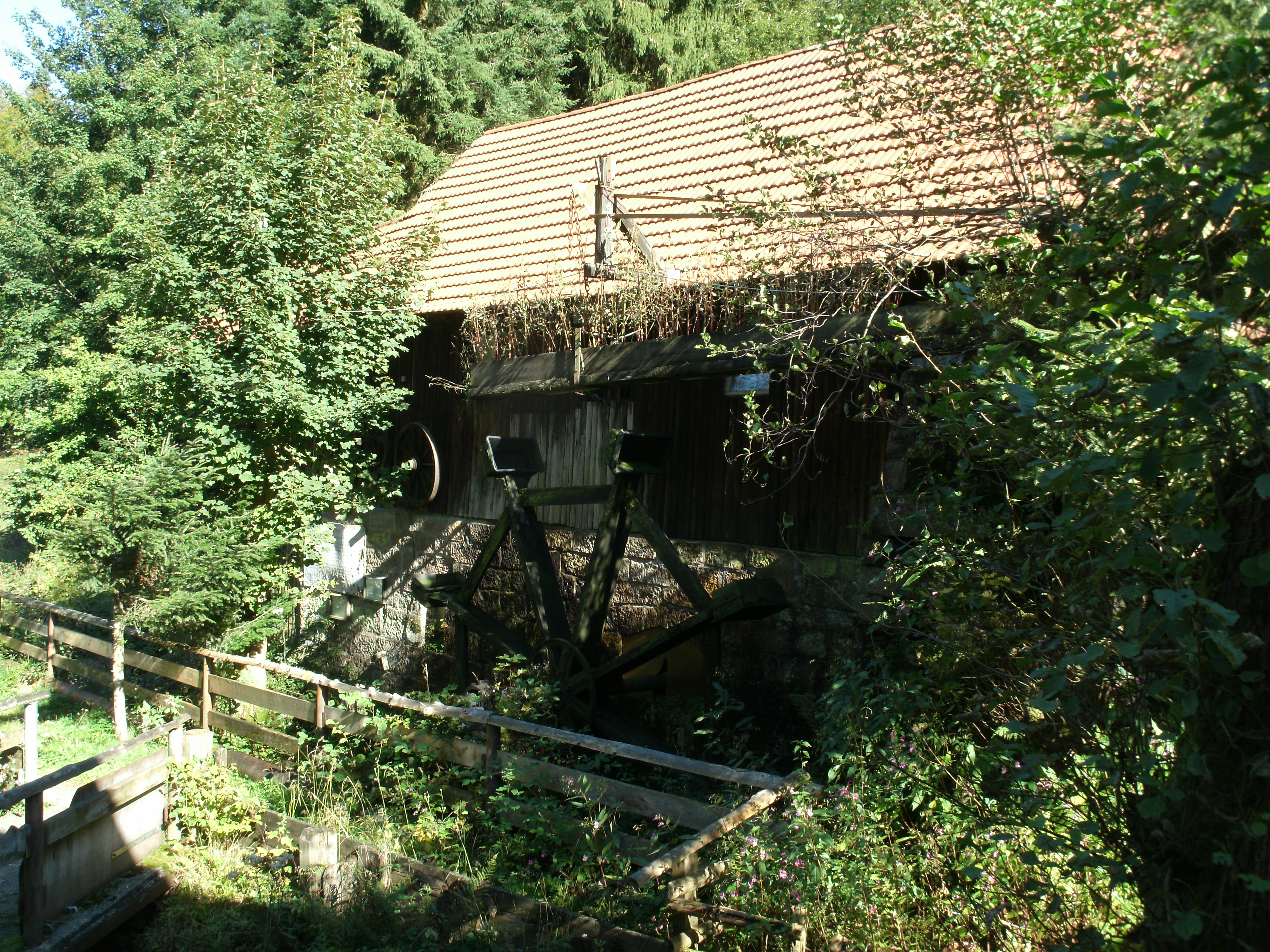
Plotzsägemühle bei Loffenau

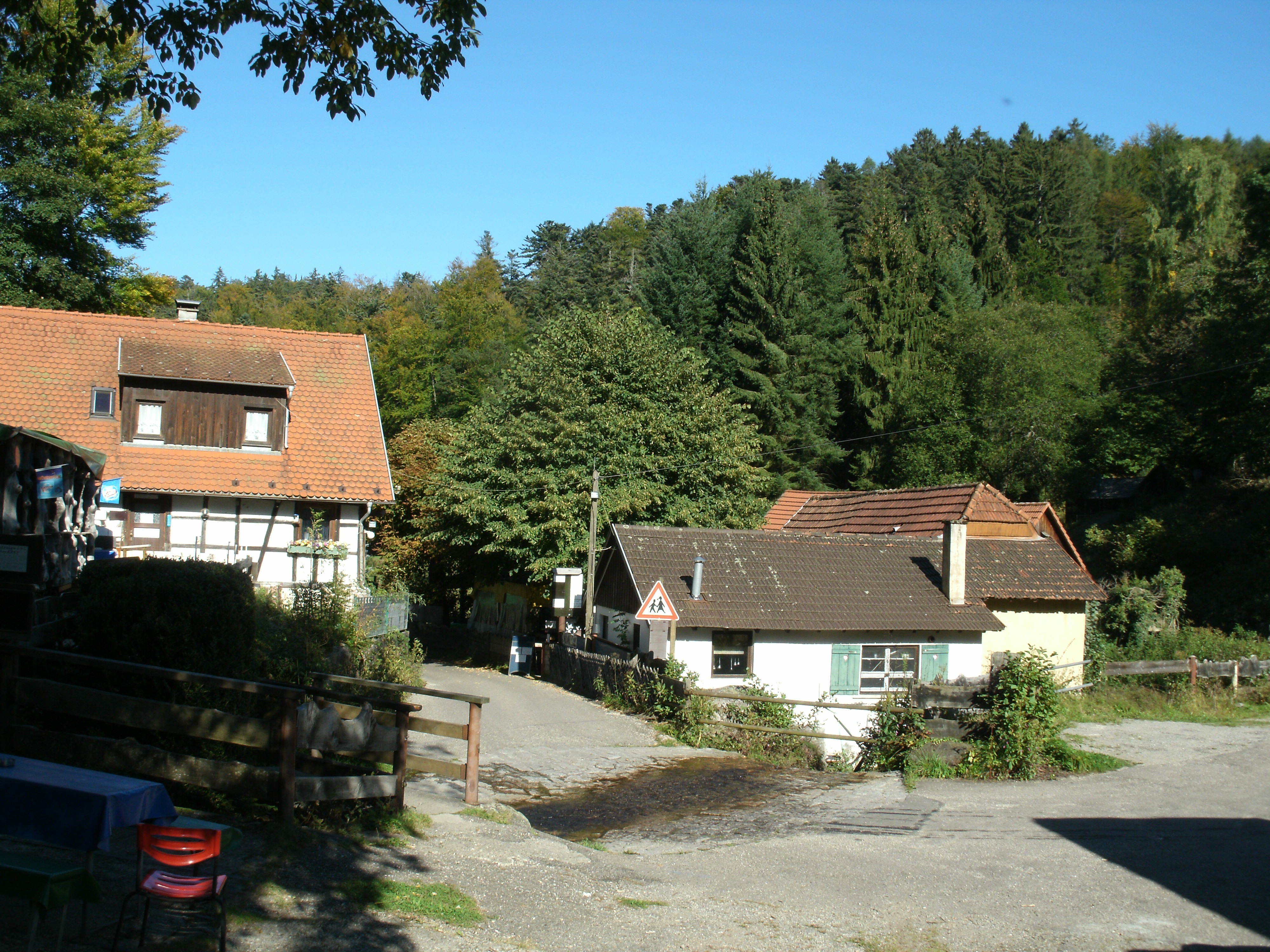
Historische Mühlengebäude mit Furt durch die Alb

Die Plotzsägemühle, auch Plotzsägmühl und Plotzsägmühle, ist eine ehemalige Sägemühle sowie ein heutiger Wohnplatz mit Gasthaus auf der Gemarkung von Loffenau im Landkreis Rastatt in Baden-Württemberg.

## Geographie
Die Plotzsägemühle liegt im Nordschwarzwald auf 527 m ü. NHN Höhe am Ostrand der Loffenauer Gemarkung in Nachbarschaft zum Bad Herrenalber Weiler Zieflensberg. Sie befindet sich im engen oberen Tal der Alb, 2,5 km unter deren Quelle. Trotz dieser geringen Länge führt die Alb schon so viel Wasser, dass damit früher eine Mühle betrieben werden konnte. Der Talgrund gehört seit 1994 zum Naturschutzgebiet Albtal und Seitentäler. Zum Loffenauer Ortskern, der in einem Seitental der Murg liegt, führt eine Verbindungsstraße über den 569 m ü. NHN hohen Sattel Rißwasen. Von Bad Herrenalb ist die Mühle über das Gaistal erreichbar.

## Gebäudenutzung
Das aus mehreren historischen Gebäuden bestehende Ensemble ist eine rund 300 Jahre alte ehemalige Klopfsägemühle. Früher war neben der Mühle hier auch ein Sägewerk in Betrieb. Heute beherbergt der Gebäudekomplex im Wesentlichen eine Gaststätte sowie ein kleines Museum. 

## Mühlenmuseum
Ein kleines Technikmuseum in den Räumlichkeiten des ehemaligen Mühlwerks zeigt Gegenstände aus der Mühlengeschichte.
Neben verschiedenen historischen Werkzeugen und Zubehörteilen ist eine Gattersäge aus dem Jahre 1699 zu sehen.

## Geschichte

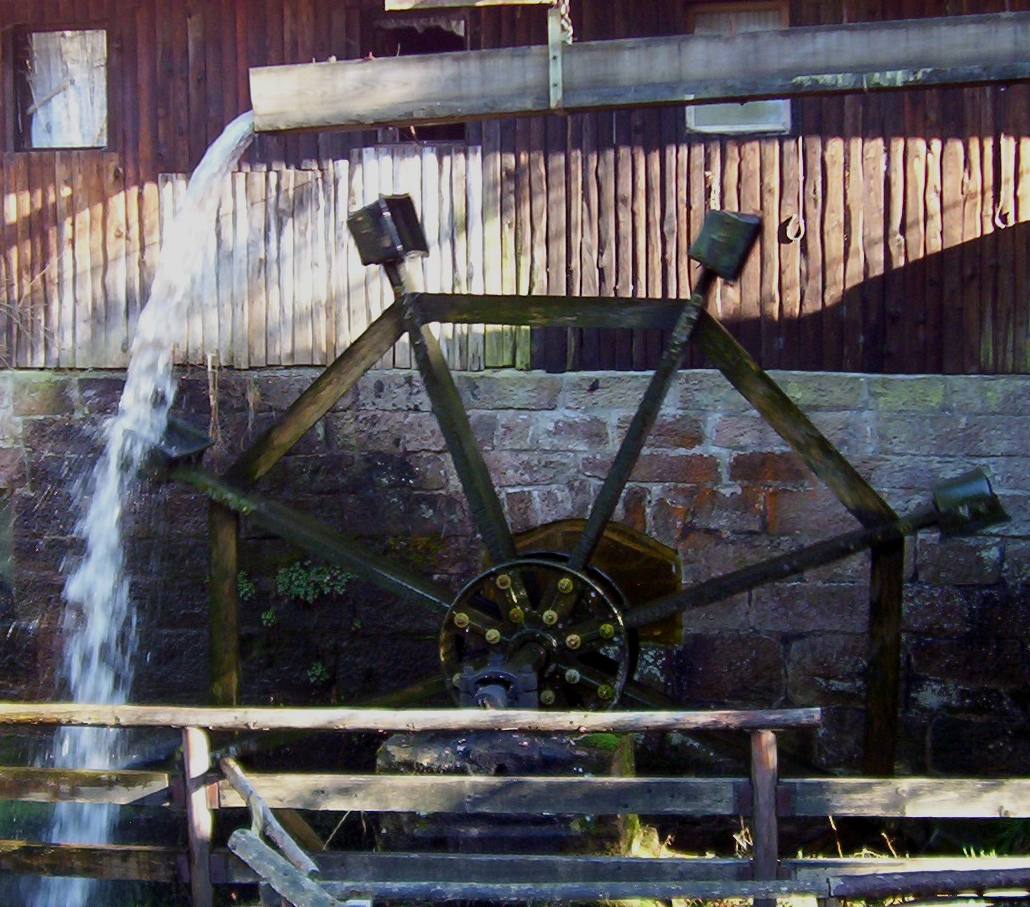
Wasserrad der Plotzsägemühle

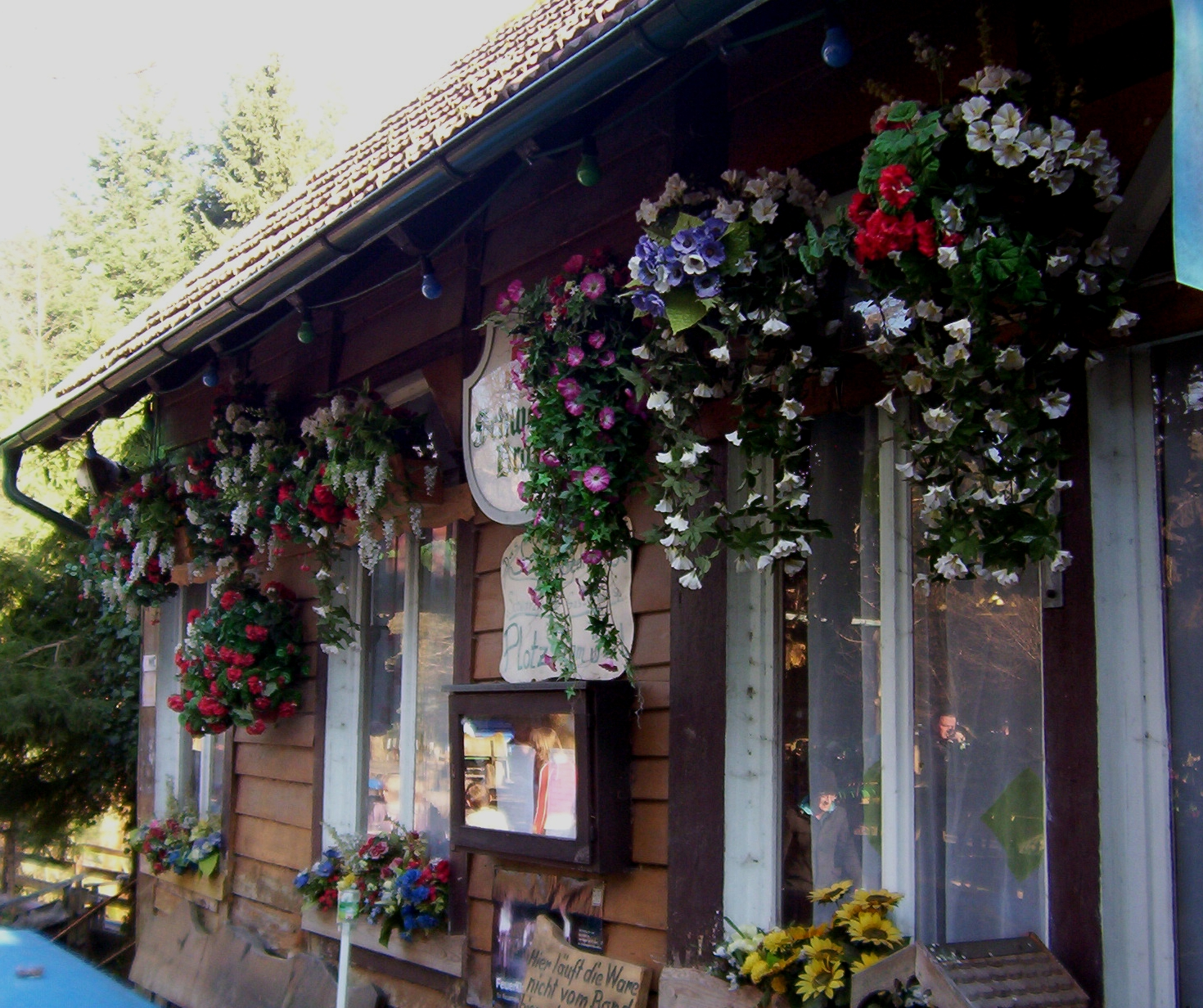
Gaststätte der Plotzsägemühle

Als im 13. Jahrhundert erstmals die Wasserkraft zum Antrieb von Mühlen genutzt wurde, entstand hier an der oberen Alb die Plotzsägemühle. Sie war die erste Sägemühle in der Region und befand sich in Besitz der Ebersteiner als Lehen vom Bistum Speyer. Betrieben wurde sie mit einem oberschlächtigen Wasserrad von sechs Metern Durchmesser. Das Wasser wurde von oben dem Rad zugeführt und lief in Kammern. Das dadurch entstehende Gewicht trieb das Rad an.
Im Juni 1297 verkaufte Heinrich II. von Eberstein im Einverständnis mit dem Bistum Speyer die Säge an das Kloster Herrenalb. Von 1508 bis 1673 wurde die Plotzsägemühle für einen Gulden jährlichen Mühlenzins von den Herrenalber Äbten an die Loffenauer, später an Gernsbacher Murgschiffer übertragen.
1697 wurde die Plotzsägemühle vom Feuer total zerstört. Der Wiederaufbau begann 1699 auf Initiative von 50 Loffenauer Bürgern. Entstanden war eine für damalige Zeiten moderne Mühle auf dem technisch neuesten Stand mit einem Hochgang, einem Kammradgetriebe sowie eisernen Wellen und Beschlägen.
Seit 1880 befindet sich in einem Teil des Gebäudekomplexes ein Waldgasthaus. Die Gastronomie wird seit vielen Generationen von der Pächterfamilie Kübler betrieben.